# Леван II Дадиани
Леван II Дадиани (1591—1657) — владетельный князь (мтавар) Мегрелии (1611—1657).
В русских источниках упоминается как царь Мегрелии Леонтий (1638), что не отражает его действительного княжеского титула.

## Происхождение
Был сыном Владетельного князя Мегрелии Манучара I (1590—1611) и его первой супруги Нестан-Дареджан, дочери царя Кахети Александра II.

## Биография
Леван вырос в Кахетии под попечительством своего деда, царя Кахетии Александра II, но уже в возрасте четырнадцати лет стал князем Мегрелии, когда его отец Манучар I упал с лошади и погиб во время охоты. Первоначально Леван правил под властью своего дяди, Георгия I Липартиани.
В 1620-х годах Леван вступил в союз с княжеством Абхазия и княжеством Гурия против царя Имеретии, Георгия III из династии Багратионов, после того, как сын Георгия, царевич Александр обвинил свою жену Тамару в прелюбодеянии и развелся с ней, отправив ее обратно к отцу, Мамии II Гуриели. Союз еще больше укрепился, когда сестра Левана Мариам вышла замуж за сына Мамии Симона, а Леван женился на дочери Сетемана Шарвашидзе, Танурии.
Однако союз был разрушен, когда Леван обвинил Танурию в прелюбодеянии, отрезал ей уши и нос и изгнал из Мегрелии. Затем он вторгся в Абхазию и разграбил ее, отравил двух своих сыновей от Тамунии, а затем похитил и женился на Дареджан Чиладзе, жене своего дяди и бывшего регента Георгия I Липартиани. Затем он неоднократно совершал рейды по Имеретии и Абхазии, угоняя скот. Несмотря на то, что это была обычная практика среди монголов и сельджуков, Леван был первым, кто на Кавказе начал массово захватывать заложников с целью выкупа, что сделало набеги прибыльным предприятием.
Когда Симон Гуриели убил своего отца и взошел на гурийский трон в 1625 году, Леван потребовал вернуть свою сестру. Вместо этого Симон освободил опального визиря Левана Дадиани Паату «Цуцки» Цулукидзе, которого Дадиани передал под опеку Мамии Гуриели. Цулукидзе и Гуриели планировали убийство Левана, но Дадиани пережил своего абхазского убийцу и приказал задушить и четвертовать Цулукидзе, стреляя по его останкам из пушки.
После этого он воспользовался отцеубийством, совершенным Симоном, как casus belli и вторгся в Гурию. Симон оказал сопротивление, но был разбит при Ланчхути и взят в плен. Леван ослепил его и заменил Кайхосро I Гуриели, сыном Вахтанга I Гуриели. Жена и сын Симона были доставлены в Мегрелию.
Леван заключил союз с султаном Османской империи Мурадом IV, обменивая турецкую конницу на выплавленное железо, рабов и шерсть.
Французский путешественник Жан Шарден, посетивший Мегрелию в последней четверти XVII веке, писал, что страна «сильно обезлюдела, здесь не больше 20000 жителей, тогда как не более чем тридцать лет назад, в ней жило не меньше 80000 человек»; причиной этого он прямо называл продажу князьями своих подданных в рабство туркам («Три тысячи каждый год они привозят прямо в Константинополь, чтобы обменять на ткани, оружие и другие товары, которые доставляют в Мегрелию»).
Такие порядки шокировали даже некоторых феодалов. Например Теймураз I Кахетинский, пытаясь усовестить работорговцев, указывал, что князья Дадиани продают туркам от десяти до пятнадцати тысяч христианских мальчиков ежегодно, а князья Гуриели (владетели Гурии) — по меньшей мере двадцати тысяч человек, — и это, на его взгляд, уже чересчур.
В 1633 году он вступил в союз с царем Картли, Ростом-ханом, который женился на его сестре Мариам. Союз пришелся по душе персидскому шаху , который прислал в качестве свадебного подарка 1,5 тонны серебра. Георгий III Имеретинский попытался перехватить Левана на пути к свадьбе, Имеретинское войско перерезало путь мегрельскому владетелю, Георгий решил разведать обстановку и с малым отрядом подошёл к врагу, но предатель в свите Георгия рассказал обо всём Левану и последний взял в плен царя Имерети.
В 1646 году он разрушил стены Кутаиси пушечным огнем и разграбил страну. Он ослепил имеретинского царевича Мамуку, который должен был стать будущим царем для объединения Грузии, за сопротивление его действиям. Это побудило царя Картли Ростома торжественно проклясть Левана Дадиани с согласия его сестры, Мариам.
Преемник Георгия III, Александр III, принес присягу на верность русскому царю Алексею в надежде положить конец опустошению Левана. Однако русские были еще слишком далеко от Южного Кавказа, и этот шаг практически не повлиял на ход событий.

### Семья
Был женат первым браком на Танурии (? — 1613), дочери правителя южной части Абхазии Путо Шервашидзе. В этом браке родились два ребенка неизвестных по имени и умерших в детстве.
Вторым браком был женат на Дареджан (? — 1639), дочери князя Рованоза Чиладзе (в первом браке была замужем за его дядей Георгием Липартиани). В этом браке родились:
- Александр, наследник престола (? — 1657). Был женат на дочери Владетеля Кабарды Алегуки Шогенукова (1624—1653). У них был сын неизвестный по имени и умерший в детстве.
- Манучар (? — 1640), князь
- Гул, князь
- Зира, княжна
- Зилихана (? — 1640), княжна

## Портретная галерея

Леван II  Дадиани, на миниатюре XVII века
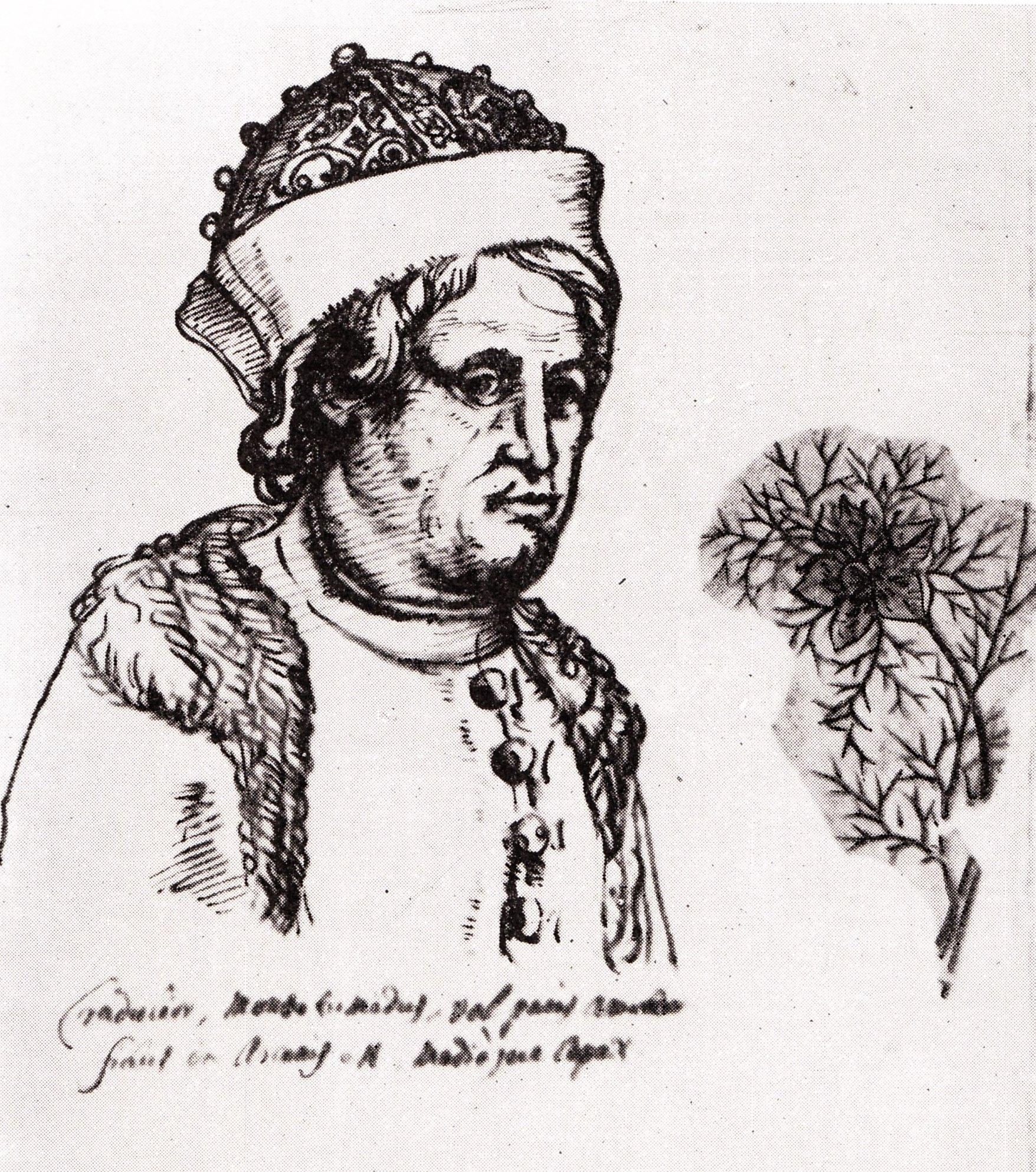
Леван II Дадиани
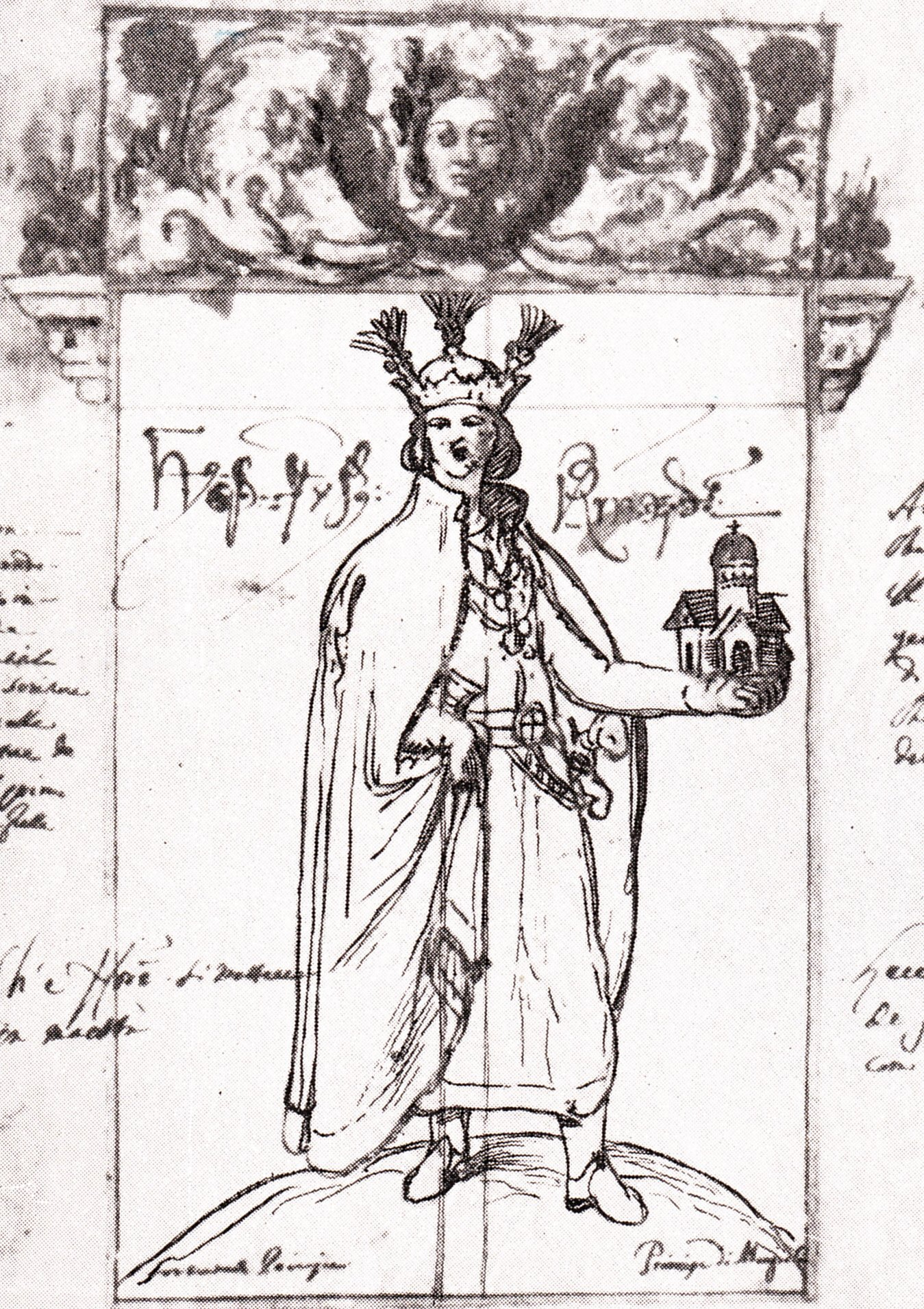
Леван II Дадиани
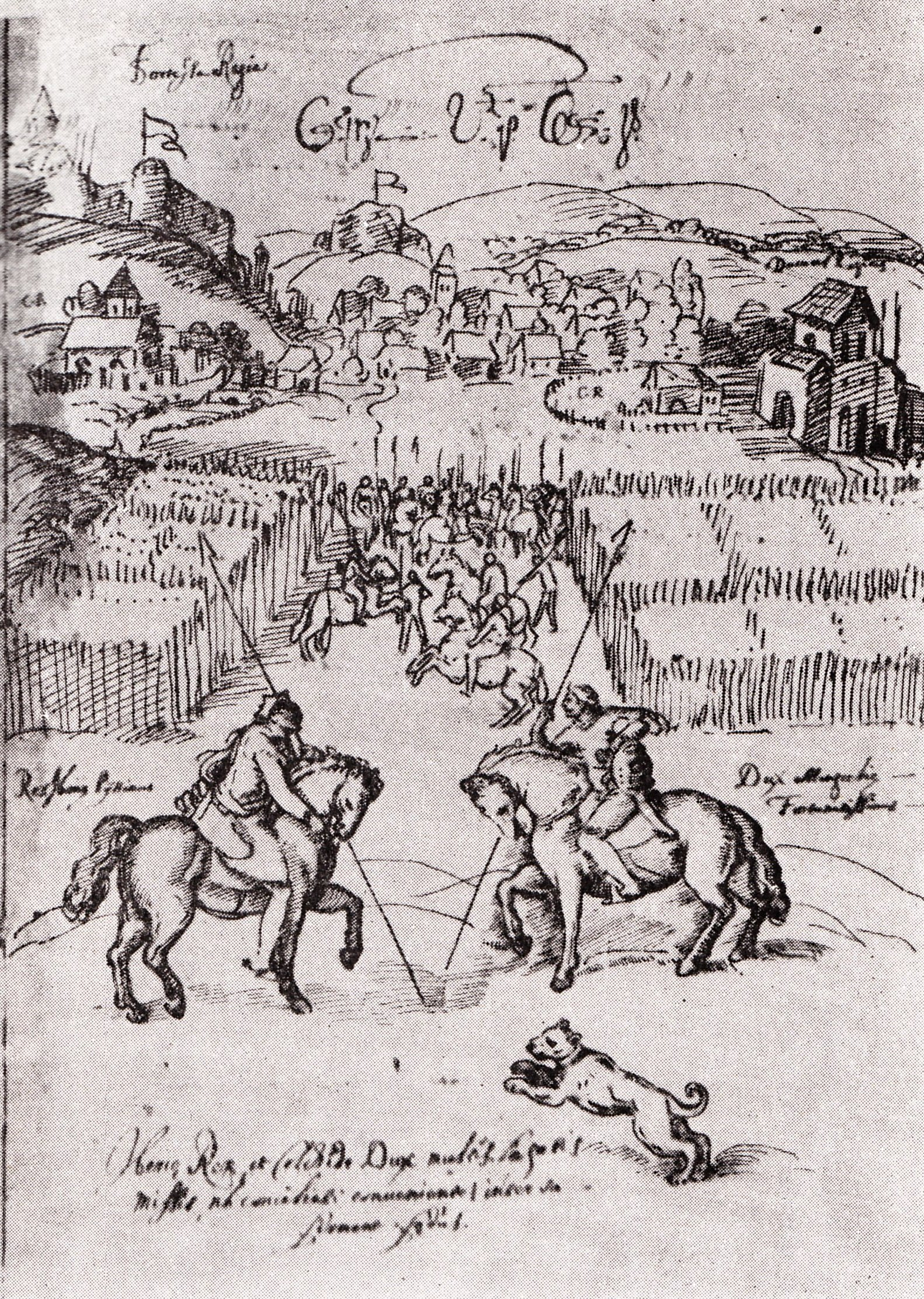
Примирение Левана Дадиани и царя Имерети
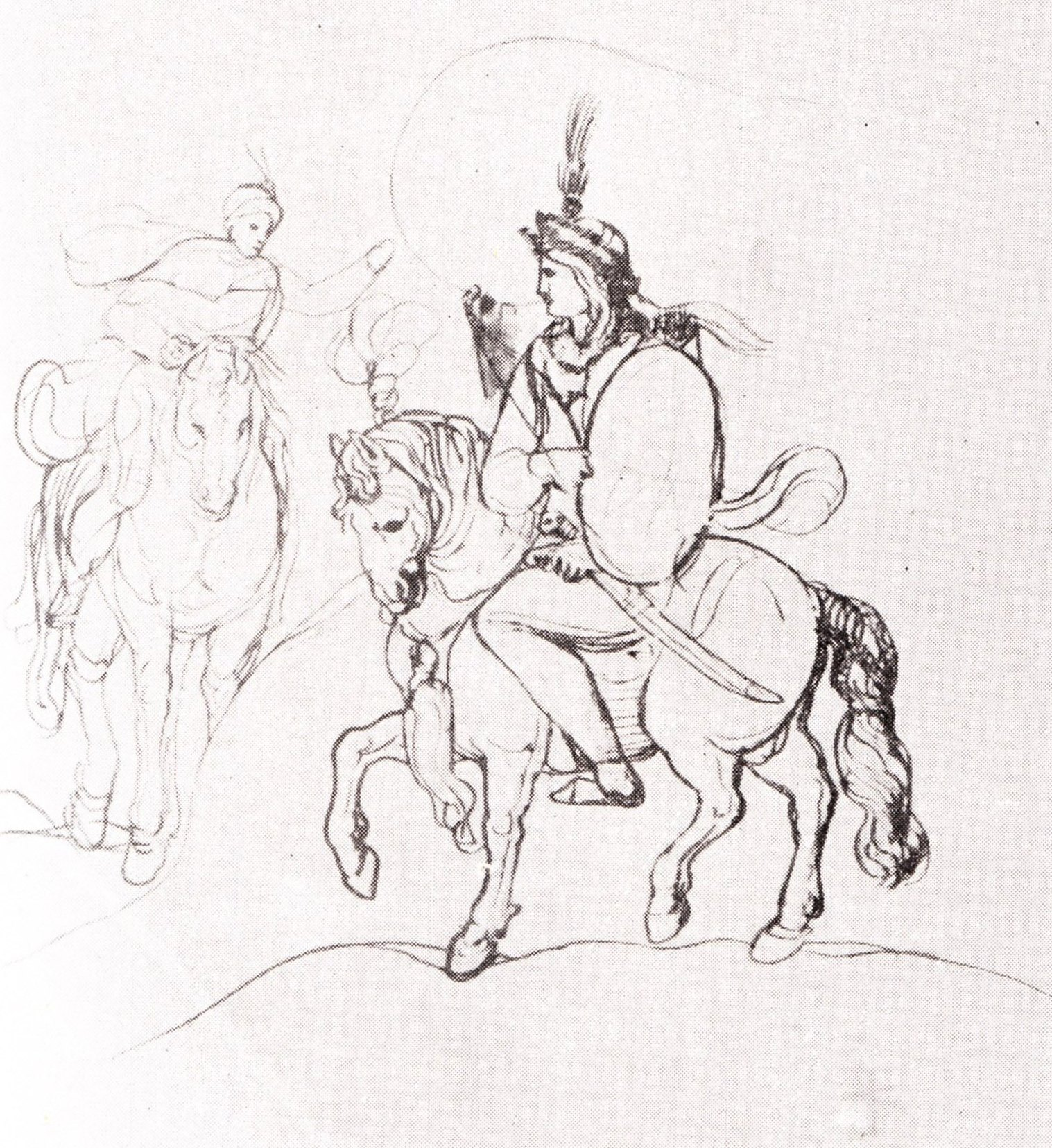
младший сын Левана Дадиани
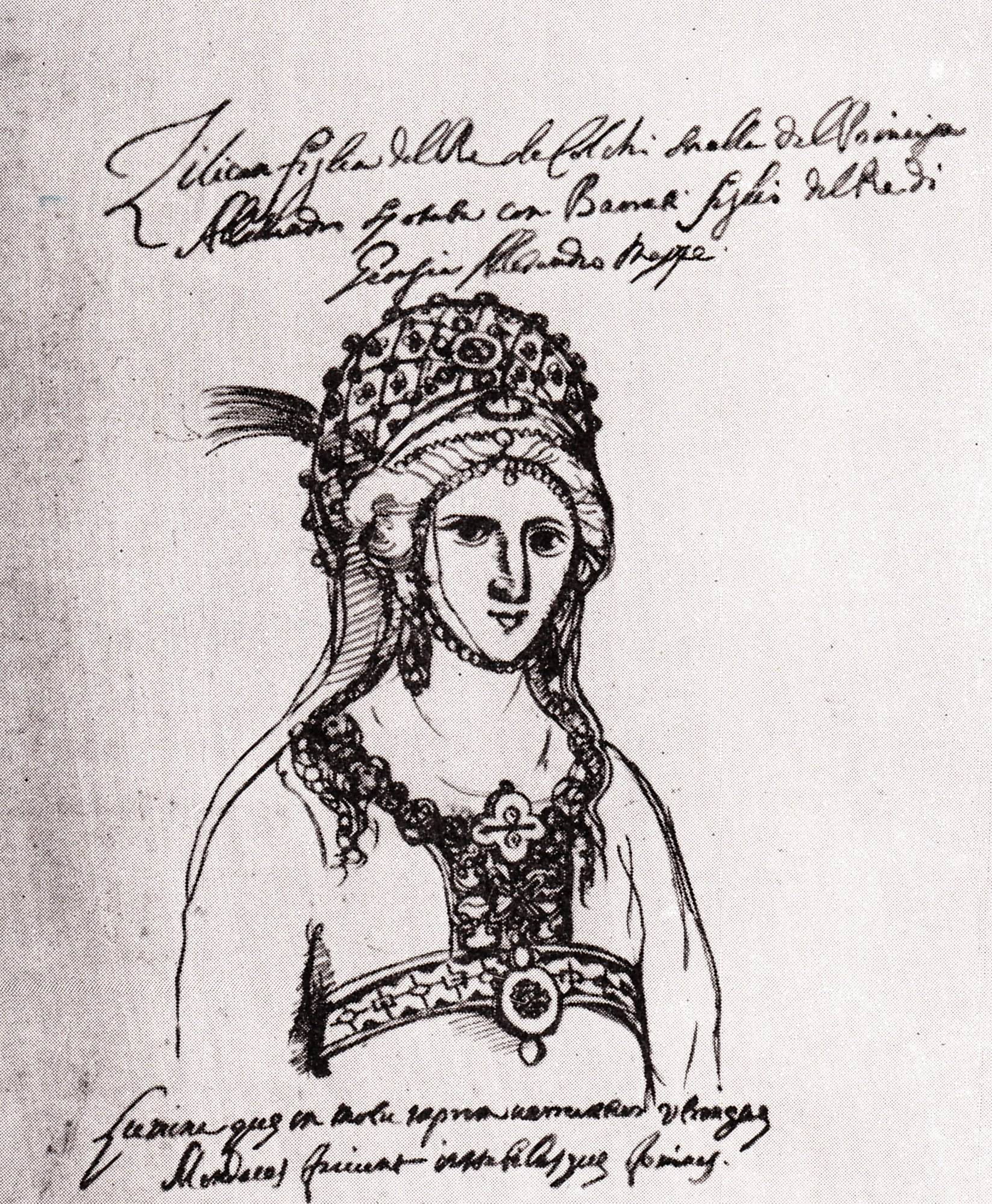
дочь Левана II - Зилихана Дадиани
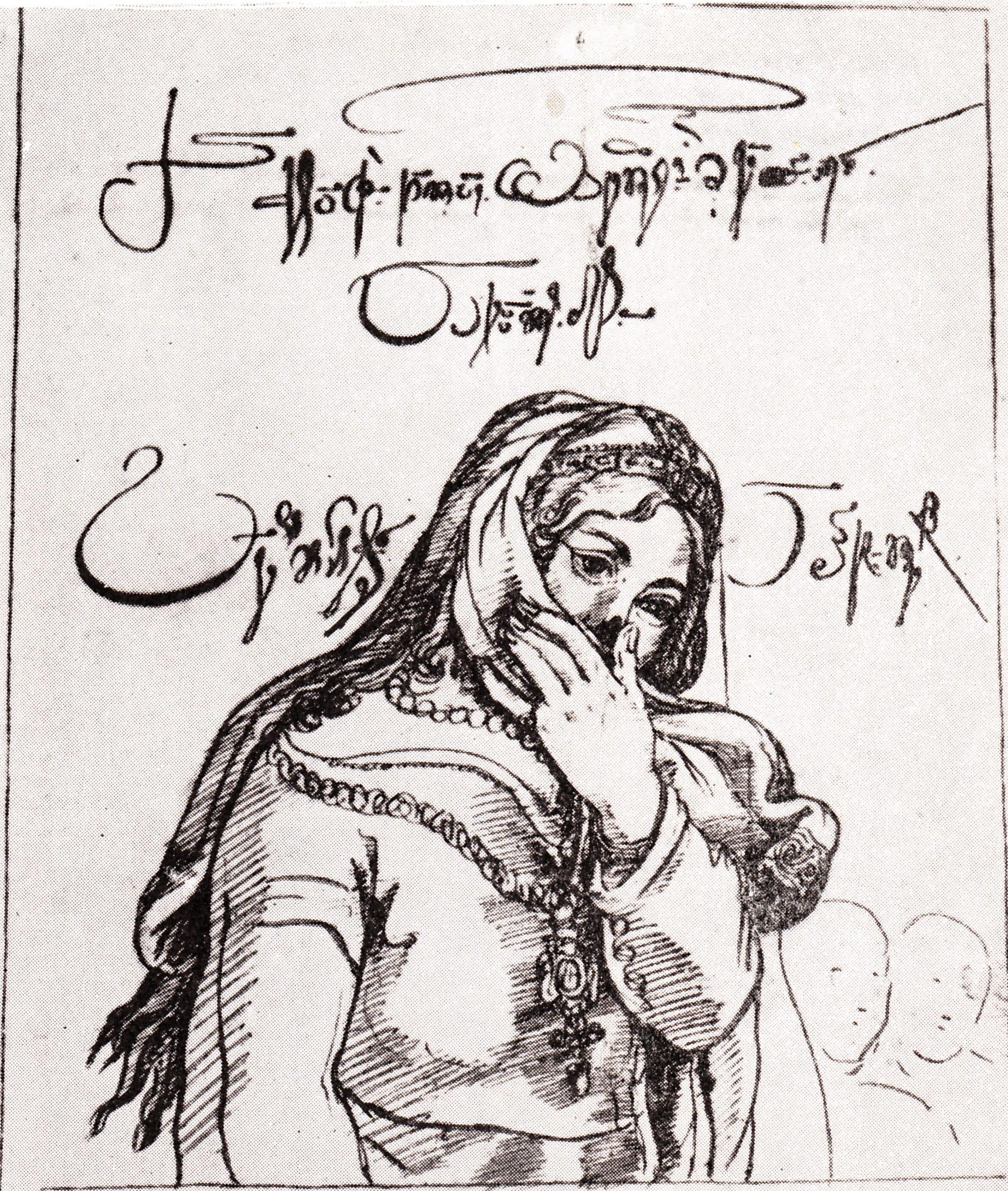
Тануриа Шервашидзе, первая супруга Левана II Дадиани